# Lars Stenvall
Lars Stenvall, född 22 juni 1953, är en svensk före detta professionell ishockeymålvakt. Han blev svensk mästare med Leksands IF 3 gånger (1973, 1974, 1975). Stenvalls moderklubb är IK Björnen.